# Periscepsia laniventrsi
Periscepsia laniventrsi är en tvåvingeart som först beskrevs av Fritz Isidore van Emden 1960.  Periscepsia laniventrsi ingår i släktet Periscepsia och familjen parasitflugor. Inga underarter finns listade i Catalogue of Life.